# داوید آبراهام
داوید آبراهام (انگلیسی: David Abraham؛ زادهٔ ۱۵ ژوئیهٔ ۱۹۸۶) بازیکن فوتبال اهل آرژانتین است.
از فیلم‌ها یا برنامه‌های تلویزیونی که وی در آن نقش داشته‌است می‌توان به قسمت اشاره کرد.
از باشگاه‌هایی که در آن بازی کرده‌است می‌توان به باشگاه فوتبال ختافه، باشگاه فوتبال هوفنهایم، باشگاه فوتبال آینتراخت فرانکفورت، باشگاه خیمناستیک تاراگونا، باشگاه اتلتیکو ایندپندینته، و باشگاه فوتبال بازل اشاره کرد.
وی همچنین در تیم ملی فوتبال زیر ۲۰ سال آرژانتین بازی کرده‌است.